# Breakup 2 Makeup (Remix)
"Breakup 2 Makeup (Remix)" är en låt framförd av den amerikanska sångerskan Ashanti med text av henne själv och Lorenzo Parker och musik av Irv Gotti. Originalversionen utan rap- och hiphop-influenser skapades till Ashantis andra studioalbum Chapter II. Singelversionen (remixversionen) med Black Child som gästartist är med på sångerskans samlingsalbum Collectables by Ashanti.
"Breakup 2 Makeup (Remix)" är ett midtempo-spår som samplar Horace Browns "Things We Do For Love" från 1996. Låtens text handlar om ett par som inte kommer överens. Den gavs ut som den tredje och sista singeln från Ashantis skiva den 16 januari 2004. Den 13 mars debuterade låten på USA:s R&B-lista Hot R&B/Hip-Hop Songs på 76:e plats. I samma upplaga av Billboard noterades låten även på 75:e plats på radiolistan Hot R&B/Hip-Hop Airplay. "Breakup 2 Makeup" misslyckades att klättra högre på båda listorna. Sista gången singeln noterades på R&B-listan var på en 80:e plats den 3 april. Sammanlagt låg låten 4 veckor på topplistan. Detta blev Ashantis första singelutgivning som aldrig tog sig in på Billboard Hot 100. 
Musikvideon till låten regisserades av Irv Gotti och hade premiär på BET:s 106 & Park. Videon nådde som högst en 27:e plats på Billboards Video Monitor.

## Format och innehållsförteckningar
- Amerikansk CD-singel

1. "Breakup 2 Makeup (Remix)" (Radio Edit)
2. "Breakup 2 Makeup (Remix)" (Instrumental Version)
3. "Breakup 2 Makeup (Remix)" (Call Out Research Hook)

## Topplistor
| Lista (2004)                            | Topplacering |
| --------------------------------------- | ------------ |
| USA (Billboard Hot R&B/Hip-Hop Songs)   | 76           |
| USA (Billboard Hot R&B/Hip-Hop Airplay) | 75           |